# ザ・ベスト・オブ・デペッシュ・モード VOL. 1
『ザ・ベスト・オブ・デペッシュ・モード VOL. 1』 (The Best of Depeche Mode Volume 1)はイギリスの音楽グループ、デペッシュ・モードがリリースしたベスト・アルバム。2006年11月8日発売。デビューからの25年間でリリースしたシングルの中から選曲され、『プレイング・ジ・エンジェル』レコーディングセッションからの未発表曲「マーター」を新しく収録。同曲はシングルとしてカットされた。

## 収録曲
1. パーソナル・ジーザス / Personal Jesus - 3:47
2. ジャスト・キャント・ゲット・イナフ / Just Can't Get Enough - 3:43
3. エヴリシング・カウンツ / Everything Counts - 4:01
4. エンジョイ・ザ・サイレンス / Enjoy the Silence - 4:15
5. シェイク・ザ・ディジーズ / Shake the Disease - 4:52
6. シー・ユー / See You - 3:58
7. イッツ・ノー・グッド / It's No Good - 5:59
8. ストレンジ・ラヴ / Strangelove - 3:47
9. サファー・ウェル / Suffer Well - 3:53
10. ドリーム・オン / Dream On - 3:42
11. ピープル・アー・ピープル / People Are People - 3:46
12. マーター / Martyr - 3:25
13. ウォーキング・イン・マイ・シューズ / Walking in My Shoes - 5:01
14. アイ・フィール・ユー / I Feel You - 4:35
15. プレシャス / Precious - 4:09
16. マスター・アンド・サーヴァント / Master and Servant - 3:49
17. ニュー・ライフ / New Life - 3:46
18. ネヴァー・レット・ミー・ダウン / Never Let Me Down - 4:18

### iTunesボーナス・トラック
1. Personal Jesus (Boys Noize Rework) - 6:55
2. Never Let Me Down Again (Digitalism Remix) - 4:40
3. Everything Counts (Oliver Huntemann & Stephan Bodzin Dub) - 6:55
4. People Are People (Underground Resistance Assault DJ 3000 Remix) - 7:24
5. Personal Jesus (Heartthrob Rework 2) - 5:15